# Raf Stevens
Raf(ke) Stevens (Bornem, 31 oktober 1962) is een Belgische muzikant, die actief was bij The Paranoiacs als toetsenist en af en toe als zanger.

## Levensloop
Omwille van zijn uitgebreide vinylcollectie met garagerock-platen en de daarop te horen orgels werd hij door zijn broer Hans betrokken bij de in 1984 opgerichte rockgroep The Paranoiacs met als argument "Ge zijt hier toch altijd en zo moeilijk is dat niet." (toetsenist red.)
In de begin periode speelden ze voornamelijk covers, hun eerste optreden vond plaats in 1985 te Sint-Niklaas. Hun eerste eigen nummer was Meet the Paranoiacs. Het nummer werd opgenomen in de Top Studios te Gent tijdens de Gentse Feesten, maar werd nooit uitgebracht. 20 jaar later dook het op het internet op. King Koen, destijds hun derde gitarist, had het opgepoetst en aan een platenlabel verkocht.
De band verwierf vooral live een stevige reputatie, waarbij "Rafke van de Paranoiacs" een begrip werd, dat onder andere vaak aan bod kwam in Het Leugenpaleis. Stevens viel op door zijn hevige podiumgedrag achter zijn op een strijkplank steunende keyboard. Medio de jaren 90 gingen The Paranoiacs uit elkaar, maar in 1999 kwam het tot een reünie, met voortaan Axl Peleman op bas. Er volgde een nieuw album (in eigen beheer) en de groep kreeg airplay op Studio Brussel met de single Back from Nowhere.
In 2008 nam hij samen met de groep deel aan de voorronde van Eurosong en behaalden ze (verrassend) een finaleplaats. Voor die gelegenheid werd Tom Goethals aangesproken als vervanger van de vorige bassist. In 2008 trad Rafke ook solo op in Junior Eurosong met het nummer Ein Bisschen Frieden.
Op 29 november 2011 hielden The Paranoiacs op te bestaan met een feestelijk laatste optreden in zaal Trix te Antwerpen, onder meer Wimmeke Punk, Luc De Vos, The Romans en The Sore Losers kwamen het podium op om een laatste maal mee te zingen. Het optreden opende met I Wanna Be Loved en afsluiten werd er gedaan met hun klassieker Song for Debbie H.

## Discografie[5]

### Albums
- The Paranoiacs - We're the Teenage Lovers (minialbum, 1988)
- The Paranoiacs - Sometimes Teenage is Spelt T.N.T. (1998)
- The Paranoiacs - Bananas (1989)
- The Paranoiacs - Thirteen (1992)
- The Paranoiacs - Back from Nowhere (1999)
- The Paranoiacs - 7 Day Weekend (1999)
- The Paranoiacs - Love Junks (2010)

### Singles
- The Paranoiacs - I've Been Waiting (1989)
- The Paranoiacs - I Wanna Be Loved (1989)
- The Paranoiacs - Wendy James (1989)
- The Paranoiacs - Maartse Buien & Aprilse Grillen (1991)
- The Paranoiacs - Come and Get It (1992)
- The Paranoiacs - Private Meltdown (1992)
- The Paranoiacs - Back from Nowhere (1999)
- The Paranoiacs - Dog Day Afternoon (1999)
- The Paranoiacs - 2009 (1999)